# Prioziorni (Uliànovsk)
|  | Per a altres significats, vegeu «Prioziorni». |

Prioziorni (en rus: Приозёрный) és un poble (un possiólok) de l'óblast d'Uliànovsk, a Rússia, que en el cens del 2010 tenia 656 habitants. Pertany al districte de Barix.